# Åleputten
Åleputten är en sjö i Göteborgs kommun i Västergötland och ingår i Göta älvs huvudavrinningsområde. Åleputten ligger i Vättlefjäll Natura 2000-område.

## Bilder

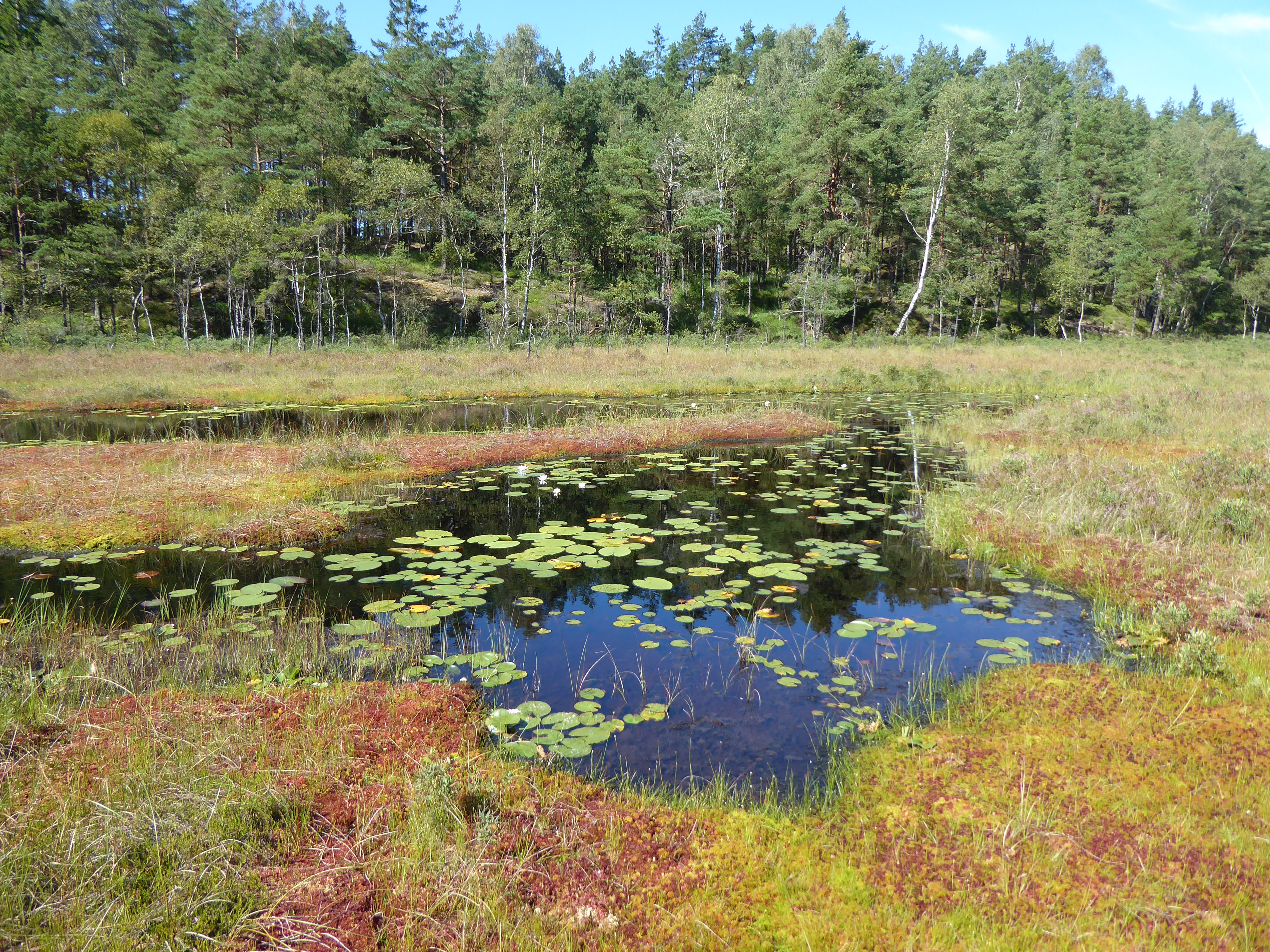
Åleputtens norra del
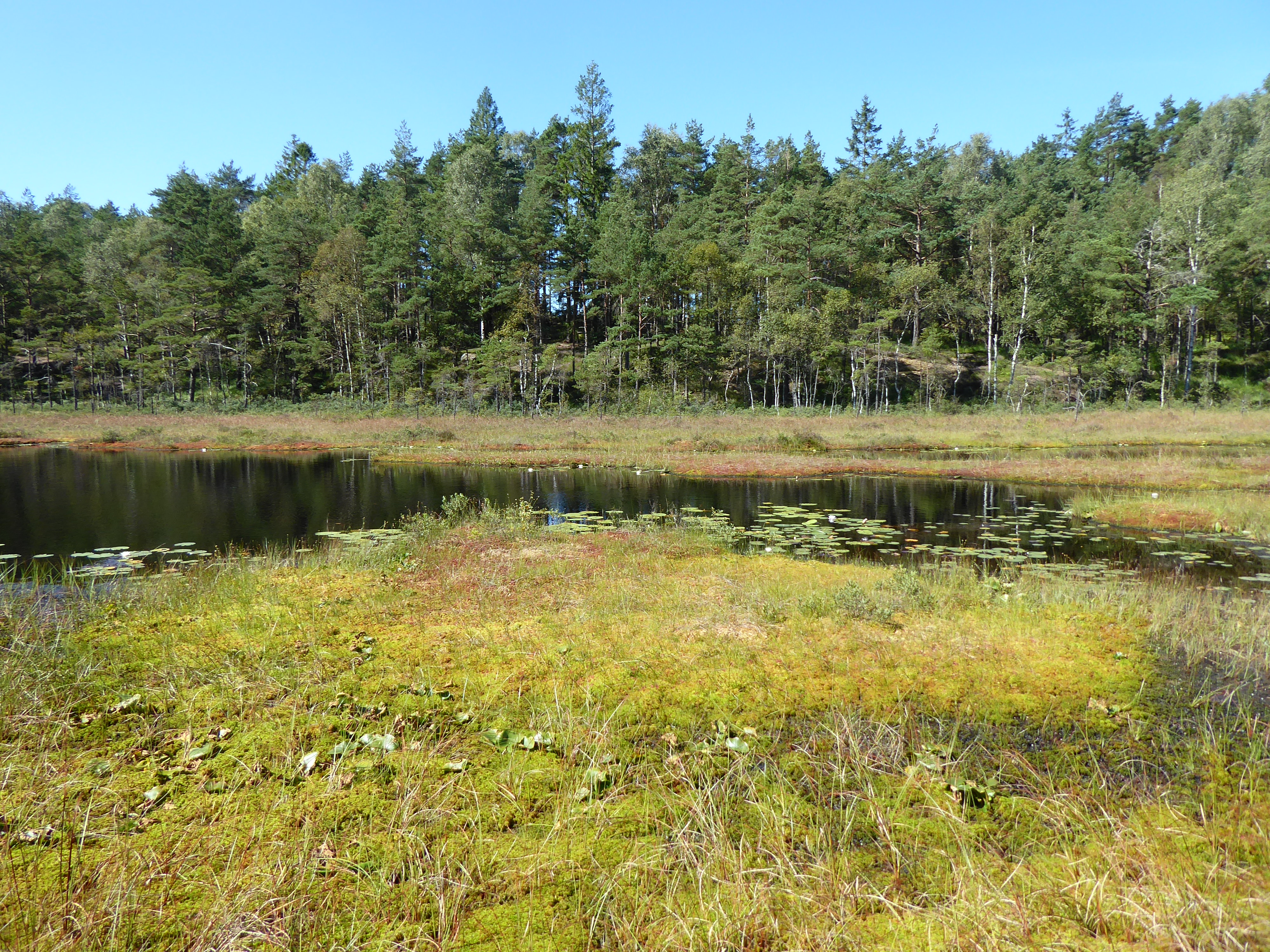
Åleputten österifrån
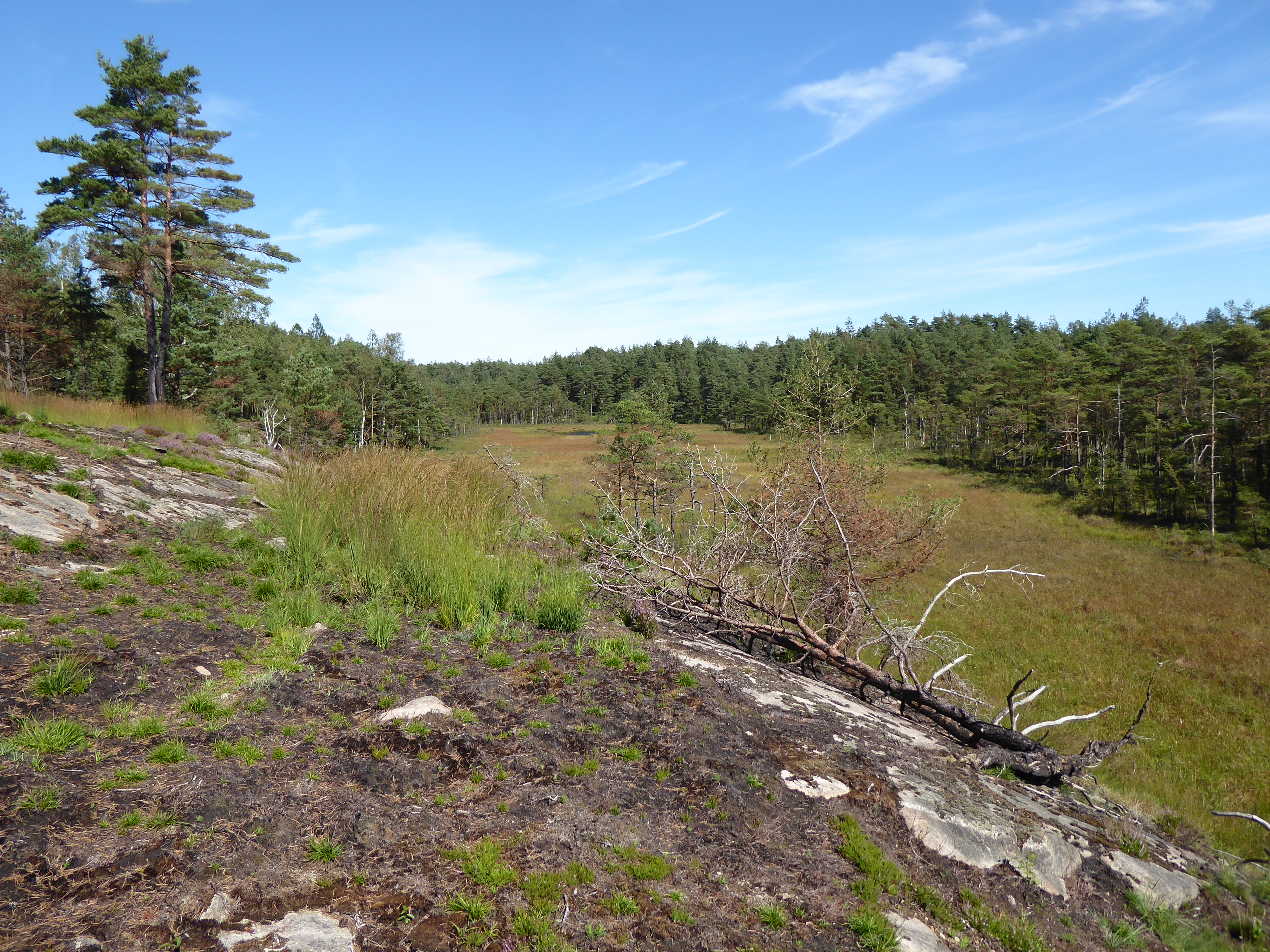
Mossen i vilken Åleputten ligger. Söderifrån. Åleputten skymtar längst norrut i bilden.